# Fort William Henry

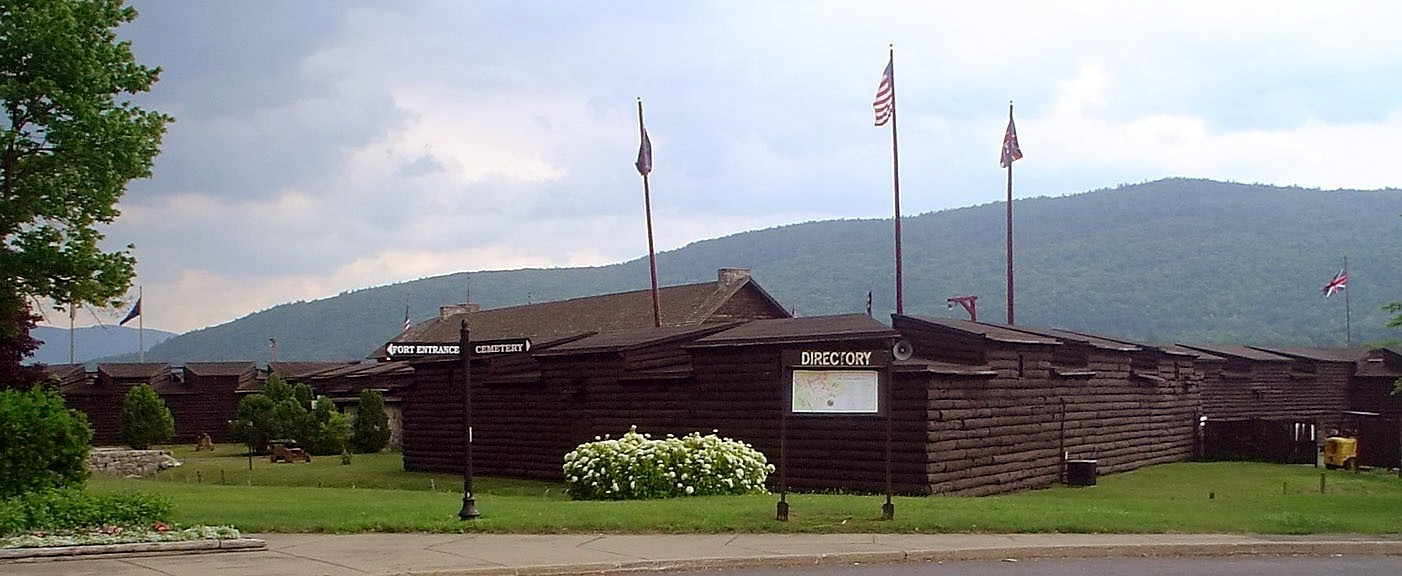
Il Fort William Henry oggi, dopo la ricostruzione

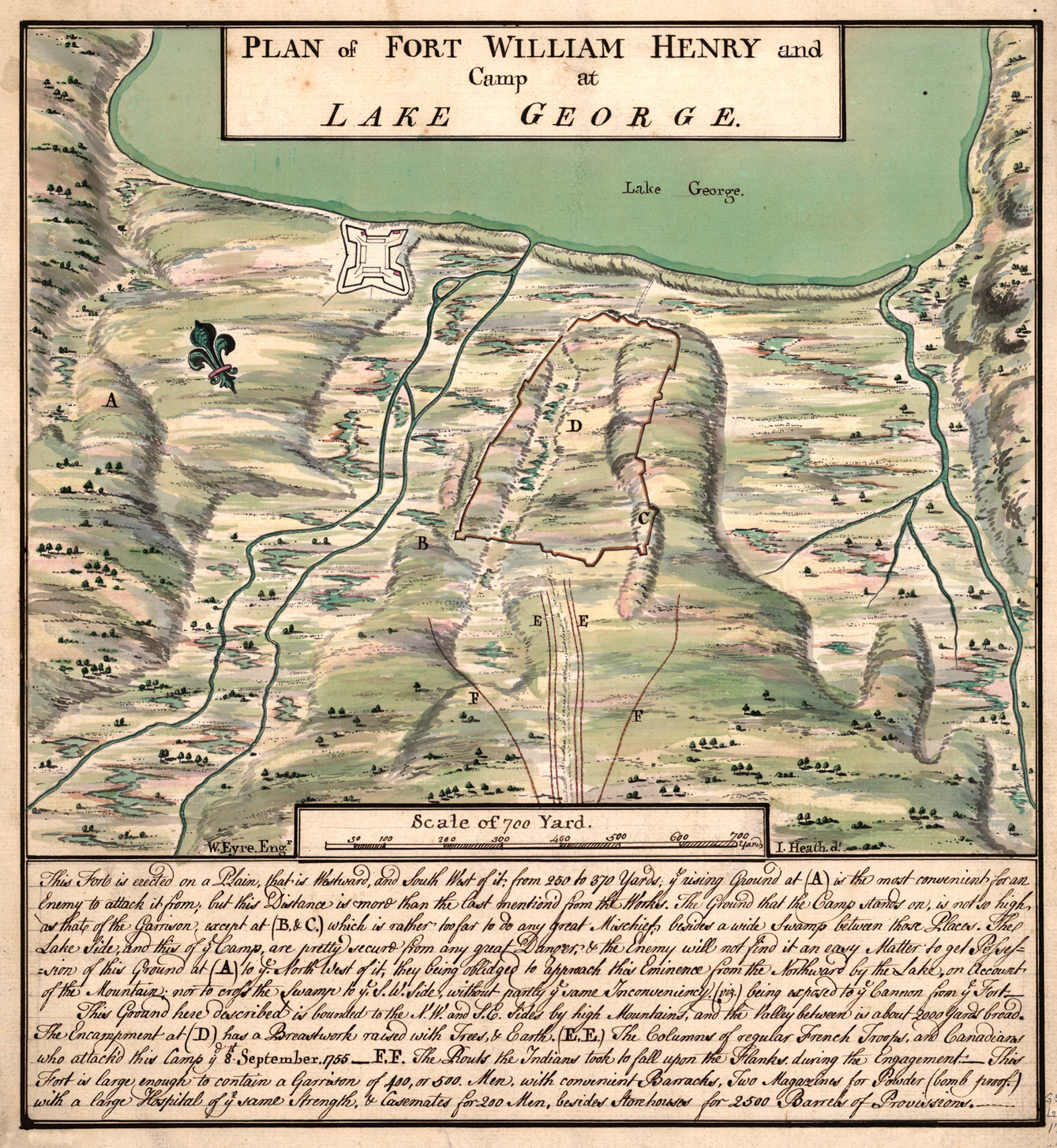
Sito di Fort William Henry sul lato meridionale del Lake George

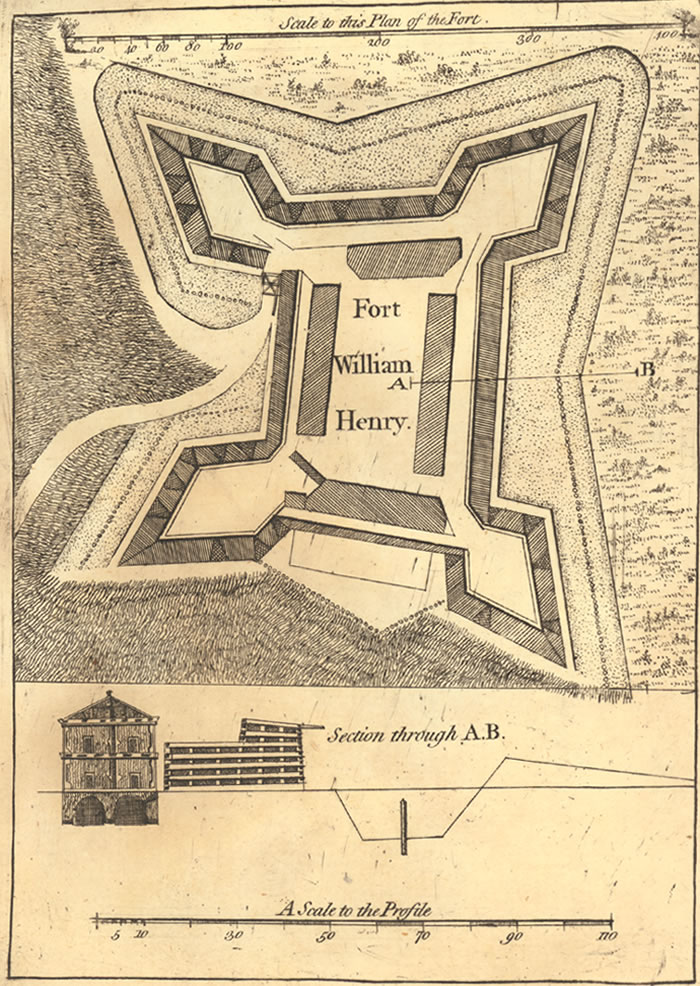
Una mappa del forte, pubblicata nel 1765

Il Fort William Henry fu un forte britannico costruito sulla riva meridionale del Lago George nell'antica Provincia di New York, attualmente Stato di New York, Stati Uniti.
Il forte fu costruito su iniziativa del funzionario britannico William Johnson nel settembre 1755, durante la Guerra dei sette anni, per proteggere il territorio dagli attacchi dei francesi provenienti dai forti Carillon e Saint-Frédéric.
Faceva parte di un sistema di forti britannici e francesi lungo il fiume Hudson e il lago Champlain tra New York e Montréal.
Questi forti formavano la frontiera tra la Provincia britannica di New YorK e quella francese della Nuova Francia. Fu battezzato in onore del Principe William Augustus, duca di Cumberland e figlio del re Giorgio II e del Principe William Henry, primo duca di Gloucester e di Edimburgo, nipote di Giorgio II e fratello cadetto del futuro re Giorgio III.

## Costruzione
Il forte fu progettato e costruito dall'ingegnere militare britannico William Eyre. Aveva la forma di un trapezio irregolare con quattro bastioni a freccia sugli angoli con mura spesse fino a 9,1 metri. All'interno del forte gli edifici delle caserme erano interamente di legno ed erano previste per accogliere solamente tra i quattro e i cinquecento uomini; il magazzino era nel bastione nord-est mentre l'ospedale era in quello di sud-est. Su tre lati del forte vi era un fossato asciutto mentre il quarto lato discendeva ripido fino al lago.

## Assedio
Nel 1757 il forte fu teatro di uno dei più sanguinosi episodi della Guerra dei sette anni: l'assedio del forte da parte di preponderanti forze Franco-canadesi supportate da un gran numero di Nativi americani. Le truppe del Generale Louis-Joseph de Montcalm arrivarono il 3 agosto 1757 e stabilirono due accampamenti a sud e a nord del forte. Dopo intensi bombardamenti e un lungo assedio, la guarnigione inglese si arrese, quando fu evidente al Generale Daniel Webb, comandante di Fort Edward, che Fort Henry non era il determinante per le sorti della guerra. Dopo l'assedio i francesi distrussero il forte e si ritirarono a Fort Carillon. L'episodio dell'assedio e il successivo massacro degli inglesi in ritirata da parte dei Nativi americani alleati dei francesi è stato narrato nel romanzo L'ultimo dei Mohicani.

## Ricostruzione
Una replica di Fort William Henry fu ricostruita sul sito dei pochi resti del forte negli anni cinquanta del Novecento.